# Pilfly
Pilfly (Brachylomia viminalis) är en fjärilsart som beskrevs av Fabricius 1777. Pilfly ingår i släktet Brachylomia och familjen nattflyn. Arten är reproducerande i Sverige. Inga underarter finns listade i Catalogue of Life.

## Bildgalleri

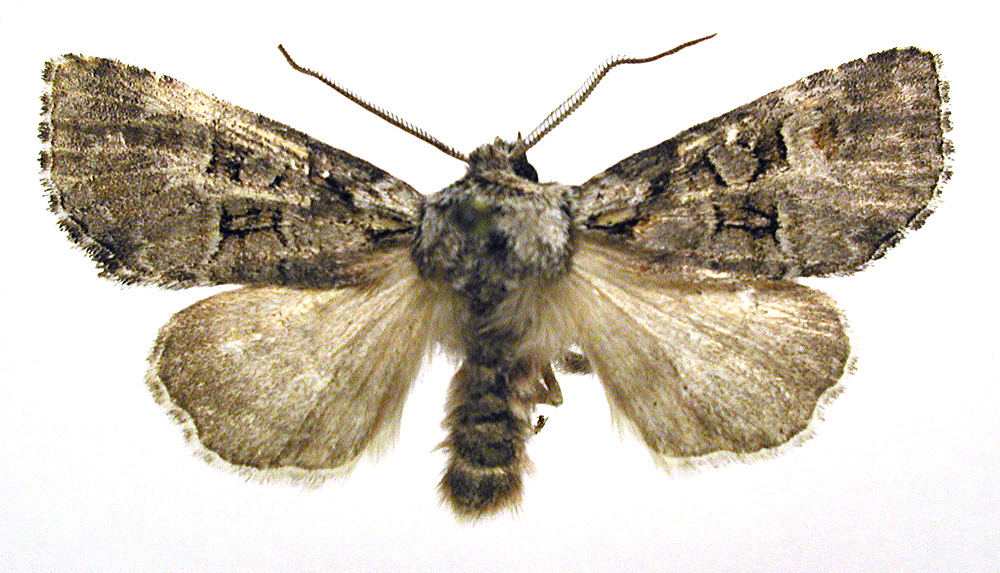